# 小行星1211
小行星1211（1211 Bressole）是一颗绕太阳运转的小行星，为主小行星带小行星。该小行星于1931年12月2日发现。
該小行星以發現者路易·博耶的姪子布萊索爾（Bressole）命名。

## 轨道参数
小行星1211的轨道半长轴为2.9308786 UA，离心率为0.158。